# Storm (banda alemana)
"Storm" fue un dúo de trance alemán, que alcanzó la mayor parte de su éxito en la década de 1990. El dúo fue formado por Markus Löffel y Ellmer Rolf, que también utilizan los seudónimos conjuntos de Dance 2 Trance, Jam & Spoon y Pussy Tokio Ghetto.
En 2000, lanzaron el álbum "Stormjunkie", que dio origen al único #3 en la lista de sencillos del Reino Unido, "Time to Burn".
Sus otros éxitos de las listas en el Reino Unido fueron "Storm" (#32 en 1998 y 2001) y "Storm Animal" (#21, 2000).